# Municipio Montalbán (Carabobo)
El Municipio Montalbán es uno de los 14 municipios autónomos que conforman el Estado Carabobo en la Región Central de Venezuela. Su capital es la localidad homónima de Montalbán. Se encuentra ubicado en la Región Occidental del Estado Carabobo. Tiene una superficie de 107 km² y una población estimada de 26.376 de habitantes según el Censo Nacional 2011. El Municipio Montalbán posee una única parroquia civil, con el mismo nombre.

## Geografía

### Límites
- Norte con el Municipio Bejuma
- Este: con el Municipio Bejuma
- Sur: con el Municipio Miranda
- Oeste: con el Municipio Nirgua del Estado Yaracuy.

### Hidrografía
El único curso de agua importante es el Río Aguirre que atraviesa el este del municipio en sentido norte-sur.

## Historia
El 17 de enero de 1630, un grupo de españoles habitantes de la región se reunieron en un lugar cercano al río Agua de Obispo, y allí dieron autorización a Pedro Luis Díaz Orgaz, lector de filosofía y teniente cura de la Catedral de Caracas, para que solicitara permiso con el fin de construir una iglesia en el valle de Montalbán, en un lugar cercano al río de Aragüita.
Sus fundadores fueron muchos, principalmente canarios y sevillanos, entre los que cabe recordar a Salvador Tortolero, natural de Sevilla y Antonio Rodríguez de Ortega.
En 1881, Montalbán es elevado a Municipio.
La zona de Montalbán estaba poblada por grupos indígenas Jiraharas de los que se conservan algunos petroglifos. Los europeos comenzaron a asentarse en la zona desde el siglo XVI provocando así la desaparición de los indígenas originarios de esta parte del valle.

## Política y gobierno

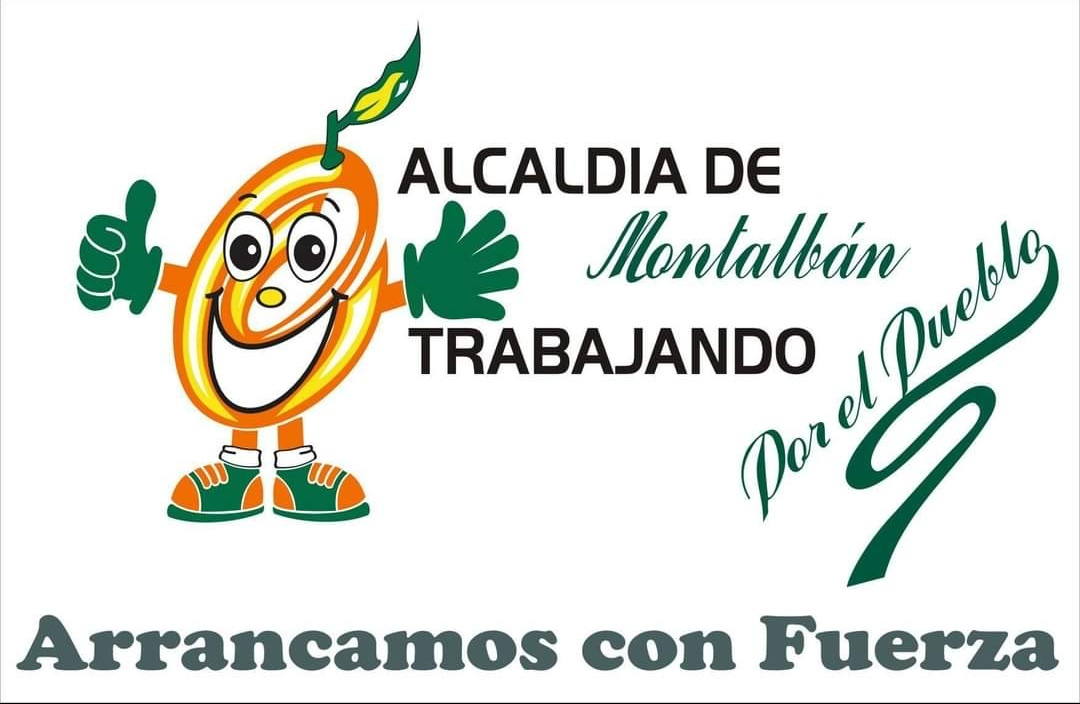
Logo de la Alcaldía 2021-2025.

### Alcaldes
| Período     | Alcaldes          | Partido político / Alianza | % de votos | Notas |
| ----------- | ----------------- | -------------------------- | ---------- | --- |
| 1989 - 1992 | Euclides Ruido    | AD                         | 37,78      | Primer alcalde bajo elecciones directas |
| 1992 - 1995 | Euclides Ruido    | AD                         | 58,39      | Reelecto |
| 1995 - 2000 | Rafael Padron     | AD                         | -          | Segundo alcalde bajo elecciones directas(se realizaron elecciones generales adelantadas en el 2000 debido a la aprobación de la Constitución de 1999) |
| 2000 - 2004 | Tulio Salvatierra | Por Mi Pueblo              | 22,36      | Tercer alcalde bajo elecciones directas |
| 2004 - 2008 | Tulio Salvatierra | Por Mi Pueblo              | 50,29      | Reelecto |
| 2008 - 2013 | Luis Sánchez      | PSUV                       | 43,67      | Cuarto alcalde bajo elecciones directas (se postergan 1 año las elecciones municipales pautadas para finales del 2012)                                |
| 2013 - 2017 | Tulio Salvatierra | Por Mi Pueblo MUD          | 59,03      | Quinto alcalde bajo elecciones directas |
| 2017 - 2021 | Tarcia Morillo    | PSUV                       | 60,96      | Sexto alcalde bajo elecciones directas |
| 2021 - 2025 | José Soto         | Por Mi Pueblo              | 38,34      | Séptimo alcalde bajo elecciones directas |
| 2025 - 2030 | José Soto         | DDP                        |            | Reelecto |

### Concejo municipal
Período 1989 - 1992
| Concejales:         | Partido político / Alianza |
| ------------------- | -------------------------- |
| Rafael Padrón       | AD                         |
| Miguel Tovar        | AD                         |
| Juan Vicente Moreno | COPEI                      |
| Alexis Rodríguez    | MAS                        |
| Jorge Pacheco       | LCR                        |

Período 1992 - 1995
| Concejales:     | Partido político / Alianza |
| --------------- | -------------------------- |
| Rafael Padrón   | AD                         |
| Hernan Parra    | AD                         |
| Miguel Tovar    | AD                         |
| Argenis Peraza  | AD                         |
| Ali Ojeda       | AD                         |
| Alfredo Olivero | COPEI                      |
| Maria León      | COPEI                      |

Período 1995 - 2000
| Concejales:        | Partido político / Alianza |
| ------------------ | -------------------------- |
| Ricardo Aguilar    | AD                         |
| Hernan Parra       | AD                         |
| Argenis Peraza     | AD                         |
| Ali Ojeda          | AD                         |
| Gustavo Román      | PROCA                      |
| Juan Luis Palencia | CONVERGENCIA               |
| Jaime Ibarra       | LCR                        |

Período 2000 - 2005
| Concejales:      | Partido político / Alianza |
| ---------------- | -------------------------- |
| Yajaira Sanchez  | POR MI PUEBLO              |
| Lilia Correa     | POR MI PUEBLO              |
| Francisco Acuña  | POR MI PUEBLO              |
| Francisco Ojeda  | POR MI PUEBLO              |
| Alfredo Oliveros | POR MI PUEBLO              |
| Luis E Hernandez | SI                         |
| Nelida Palacios  | SI                         |

Período 2005 - 2013
| Concejales:          | Partido político / Alianza |
| -------------------- | -------------------------- |
| Kevin Pérez Del Pino | POR MI PUEBLO              |
| Alberto Matute       | POR MI PUEBLO              |
| Carola Pifano        | POR MI PUEBLO              |
| Neury Coronel        | POR MI PUEBLO              |
| Mercedes Monsalve    | POR MI PUEBLO              |
| Luis E Hernandez     | POR MI PUEBLO              |
| Angel Sánchez        | MVR                        |

Período 2013 - 2018:
| Concejales:       | Partido político / Alianza |
| ----------------- | -------------------------- |
| Alberto Matute    | POR MI PUEBLO/MUD          |
| Noris León        | POR MI PUEBLO/MUD          |
| Mercedes Monsalve | POR MI PUEBLO/MUD          |
| Elias Ojeda       | POR MI PUEBLO/MUD          |
| Martin Sánchez    | PCV                        |
| Claudia Román     | PSUV                       |
| José Luis Sánchez | PSUV                       |

Período 2018 - 2021
| Concejales        | Partido político / Alianza |
| ----------------- | -------------------------- |
| Nicolas Hernandez | PSUV                       |
| Marielys Ojeda    | PSUV                       |
| Juan Piñero       | PSUV                       |
| Claudia Roman     | PSUV                       |
| Luis Martinez     | PCV                        |
| Alejadro Guerrero | PSUV                       |
| Leonela Leon      | APC                        |

Período 2021 - 2025
| Concejales               | Partido político / Alianza |
| ------------------------ | -------------------------- |
| Alberto Matute           | POR MI PUEBLO              |
| Kahilar Márquez          | POR MI PUEBLO              |
| Patricia Palencia        | POR MI PUEBLO              |
| Carlos Sánchez           | POR MI PUEBLO              |
| Pablo Rodríguez          | POR MI PUEBLO              |
| Juan Piñero              | PSUV                       |
| José Francisco Rodríguez | PSUV                       |